# David Essex (album)
David Essex è il secondo album del musicista britannico David Essex. Pubblicato nel 1974, ha raggiunto il numero due della top chart inglese. Tra i musicisti ci sono Chris Spedding (Bryan Ferry, Art Garfunkel, Paul McCartney, Harry Nilsson, Joan Armatrading, Paolo Nutini, Elton John, Tom Waits) ed Herbie Flowers (Lou Reed, Olivia Newton-John, George Harrison, David Bowie, Steve Harley, Cat Stevens), che hanno suonato anche nella canzone Quale appuntamento, interpretata dall'attrice Eleonora Giorgi.

## Tracce
1. Gonna Make You a Star
2. Window
3. I Know
4. There's Something About You Baby
5. Good Ol' Rock & Roll
6. America
7. Dance Little Girl
8. Ooh Darling
9. Miss Sweetness
10. Stardust